# Lacul Lala Mare
Lacul Lala Mare este un lac glaciar. Este localizat în munții Rodnei, sub vârful Ineu, la o altitudine de 1815 m. Este cel mai întins lac glaciar din Munții Rodnei, având suprafața de 5637,5 m². Face parte din Rezervația mixtă „Ineu - Lala”.